# Ad Caeli Reginam
Ad Caeli Reginam è la XXX enciclica di papa Pio XII.